# Heather Lind
Heather Lind (Upland, 22 marzo 1983) è un'attrice statunitense.

## Biografia
Dopo essersi laureata al Fordham College in teatro e aver ottenuto un master all'Università di New York, inizia la sua carriera in teatro (aveva partecipato da bambina ad una puntata di Matlock) con Il mercante di Venezia con Al Pacino. Partecipa inoltre a numerosi film e serie TV.

## Filmografia

### Cinema
- The Last Day of August, regia di Craig DiFolco (2012)
- 37, regia di Puk Grasten – cortometraggio (2013)
- A Single Shot, regia di David M. Rosenthal (2013)
- The Weekend, regia di Brian Avers (2013)
- Guest House, regia di Aaron Wolf – cortometraggio (2013)
- Mistress America, regia di Noah Baumbach (2015)
- Stealing Cars, regia di Bradley Kaplan (2015)
- Demolition - Amare e vivere (Demolition), regia di Jean-Marc Vallée (2015)
- Half the Perfect World, regia di Cynthia Fredette (2016)
- Fireworkers, regia di Christina Bennett Lind (2016)

### Televisione
- Blue Bloods – serie TV, episodio 1x13 (2011)
- Boardwalk Empire - L'impero del crimine (Boardwalk Empire) – serie TV, 14 episodi (2011-2012)
- Turn: Washington's Spies – serie TV, 40 episodi (2014-2017)
- Sleepy Hollow – serie TV, episodio 2x05 (2014)
- The Good Fight – serie TV, episodio 2x07 (2018)
- Evil – serie TV, episodio 1x04-2x10 (2019-2021)
- Prodigal Son – serie TV, episodio 1x17 (2020)

## Doppiatrici italiane
- Beatrice Margiotti in Boardwalk Empire - L'impero del crimine